# نانسی مایرز
نانسی مایرز (انگلیسی: Nancy Meyers؛ زادهٔ ۸ دسامبر ۱۹۴۹) فیلم‌نامه‌نویس و کارگردان اهل ایالات متحده آمریکا است.

## زندگی شخصی
نانسی در سال ۱۹۸۰ با چارلز شایر کارگردان آمریکایی در رم ازدواج کرد. آن‌ها از سال ۱۹۷۶ با هم رابطه داشتند. این زوج هنری در سال ۱۹۹۹ از هم جدا شدند و سرانجام از یکدیگر طلاق گرفتند. آن‌ها دو دختر به نام‌های آنی میرز-شایر و هالی مایرز-شایر دارند.

## فیلم‌شناسی
| سال  | فیلم                    | به عنوان | به عنوان  | به عنوان | یادداشت |
| سال  | فیلم                    | کارگردان | تهیه‌کننده | نویسنده  | یادداشت |
| ---- | ----------------------- | -------- | --------- | -------- | --- |
| ۱۹۸۰ | سرباز بنجامین           |          | آری       | آری      | جایزه نویسندگان انجمن صنفی آمریکا برای بهترین فیلمنامه اصلی نامزده شده – جایزه اسکار بهترین فیلم‌نامه غیراقتباسی |
| ۱۹۸۴ | تفاوت‌های غیرقابل مقایسه |          |           | آری      | |
| ۱۹۸۴ | پروتکل                  |          |           | آری      | |
| ۱۹۸۷ | بچه بوم                 |          | آری       | آری      | نامزده شده – جایزه گلدن گلوب بهترین فیلم موزیکال یا کمدی |
| ۱۹۹۱ | پدر عروس                |          | آری       | آری      | |
| ۱۹۹۲ | روزی جرم                |          |           | آری      | |
| ۱۹۹۴ | من عاشق دردسرم          |          | آری       | آری      | |
| ۱۹۹۵ | پدر عروس ۲              |          | آری       | آری      | |
| ۱۹۹۸ | دام والدین              | آری      |           | آری      | نامزده شده – جایزه هنرمند جوان |
| ۲۰۰۰ | آنچه زنان می‌خواهند      | آری      | آری       |          | |
| ۲۰۰۳ | یکی باید کوتاه بیاید    | آری      | آری       | آری      | |
| ۳۰۰۶ | تعطیلات                 | آری      | آری       | آری      | |
| ۲۰۰۹ | پیچیده‌است               | آری      | آری       | آری      | نامزده شده – جایزه سینمایی انتخاب منتقدان برای بهترین کمدی نامزده شده – جایزه گلدن گلوب بهترین فیلم موزیکال یا کمدی نامزده شده – جایزه گلدن گلوب بهترین فیلم‌نامه نامزده شده – جایزه ماهواره‌ای بهترین فیلم - فیلم موزیکال یا کمدی |
| ۲۰۱۵ | کارآموز                 | آری      | آری       | آری      | |
| ۲۰۱۷ | دوباره خانه             |          | آری       |          | |